# Mark van Dijk (voetballer)
Mark van Dijk (Helmond, 29 december 1979) is een voormalig Nederlandse voetballer die gedurende zijn profloopbaan uitkwam voor Helmond Sport. Hij speelde er als verdediger.
Van Dijk speelde in zijn jeugd voor Gemert, PSV en opnieuw Gemert. Bij de amateurclub speelde hij drie jaar in het eerste, waarna hij een overgang afdwong naar Helmond Sport in de Nederlandse Eerste divisie. 
Na acht seizoenen keerde Van Dijk terug naar VV Gemert, dat uitkwam in de zondag Hoofdklasse B.

## Profcarrière
| seizoen   | club          | wedstrijden | goals |
| --------- | ------------- | ----------- | ----- |
| 2000/2001 | Helmond Sport | 29          | 0     |
| 2001/2002 | Helmond Sport | 19          | 1     |
| 2002/2003 | Helmond Sport | 31          | 4     |
| 2003/2004 | Helmond Sport | 33          | 4     |
| 2004/2005 | Helmond Sport | 32          | 2     |
| 2005/2006 | Helmond Sport | 35          | 2     |
| 2006/2007 | Helmond Sport | 32          | 0     |
| 2007/2008 | Helmond Sport | 34          | 1     |